# Noxer
Los bloques de Noxer son bloques de mortero de cemento con una fina capa de 5 a 7 mm de óxido de titanio (IV), el cual actúa como un catalizador heterogéneo. El óxido de titanio (IV) es un fotocatalizador que usa la luz del sol para absorber óxidos de nitrógeno muy contaminantes (NO y NO2) en nitratos inocuos que son lavados del pavimento debido al agua de lluvia.

## Mecanismo
Cuando el dióxido de titanio está expuesto a la radiación ultravioleta proveniente de la luz solar, este absorbe la radiación y se provoca una excitación electrónica. Seguidamente las reacciones se producen en la superficie de los cristales del dióxido de titanio.
Fotólisis del agua: H2O → H+ + OH (hidróxido radical) + e-
O2 + e- → O2- (a superóxido ion)
La reacción subsiguiente:
H2O + O2 → H+ + O2- + OH
El hidróxido radical es un poderoso agente oxidante y puede oxidar dióxido de nitrógeno a iones de nitratos:
NO2 + OH → H+ + NO3-
El ion superóxido es capaz a su vez de transformar los iones nitratos a partir de monóxido de nitrógeno:
NO + O2- → NO3-
La oxidación de NOx a iones de nitrato ocurre muy lentamente en condiciones atmosféricas debido a la baja concentración de reacciones. La oxidación fotoquímica con la ayuda del dióxido de titanio es mucho más rápida porque la energía absorbida por la capa encima del pavimento y también porque los reactivos se mantienen juntos en la superficie del bloque. La reacción usando dióxido de titanio ha demostrado ser de un gran poder oxidante frente a otros catalizadores basados en metales.
Los bloques de Noxer han reemplazado al pavimento tradicional en una treintena de pueblos en Japón, de donde fueron probados por primera vez en Osaka en 1997. Hoy en día se pueden encontrar en la ciudad de Westminster (Londres).
Los bloques de noxer ayudan a reducir los niveles de polución y a disminuir el ataque de smog.

1. La radiación ultravioleta es absorbida por el dióxido de titanio
2. Los óxidos de nitrógeno reaccionan con los iones superóxidos y los radicales hidróxidos para formar iones de nitratos.
3. Los iones de nitratos son absorbidos en un bloque y formar compuestos estables.